# Cybianthus surinamensis
Cybianthus surinamensis är en viveväxtart som först beskrevs av Sprengel, och fick sitt nu gällande namn av G. Agostini. Cybianthus surinamensis ingår i släktet Cybianthus, och familjen viveväxter. Inga underarter finns listade i Catalogue of Life.